# Windsor (Nouvelle-Galles du Sud)
Pour les articles homonymes, voir Windsor.
Windsor est une ville australienne située dans la zone d'administration locale de Hawkesbury, dont elle est le centre administratif, dans l'État de Nouvelle-Galles du Sud.

## Géographie
Windsor est établie sur la rive droite du Hawkesbury et entourée par la campagne et le bush, à 46 km au nord-ouest de Sydney. En raison de sa situation, la ville est souvent soumise à de graves inondations.

## Histoire
Les premiers habitants de la région où se situe Windsor étaient les Darugs.
Fondée vers 1791, la localité est le troisième plus ancien établissement britannique en Australie. Originellement appelée Green Hills, elle prend le nom de la ville homonyme anglaise et est officiellement fondée par un ordre général du 15 décembre 1810 du gouverneur Lachlan Macquarie.
Devenue une municipalité en 1871, Windsor fusionne avec Richmond en 1949 avant d'être intégrée à la zone d'administration locale de Hawkesbury le 1er janvier 1981.

## Démographie
La population s'élevait à 1 803 habitants en 2011 et à 1 891 habitants en 2016.

## Personnalités
- Marianne Curley, écrivain